# Krillberg
Krillberg ist eine Siedlung von Tuttwil und eine Ortschaft in der Gemeinde Wängi, Kanton Thurgau. Krillberg liegt am Nordhang des Tuttwilerbergs südlich von Wängi. Am 1. Januar 1969 fusionierte die ehemalige Gemeinde zur Gemeinde Wängi.

## Geschichte

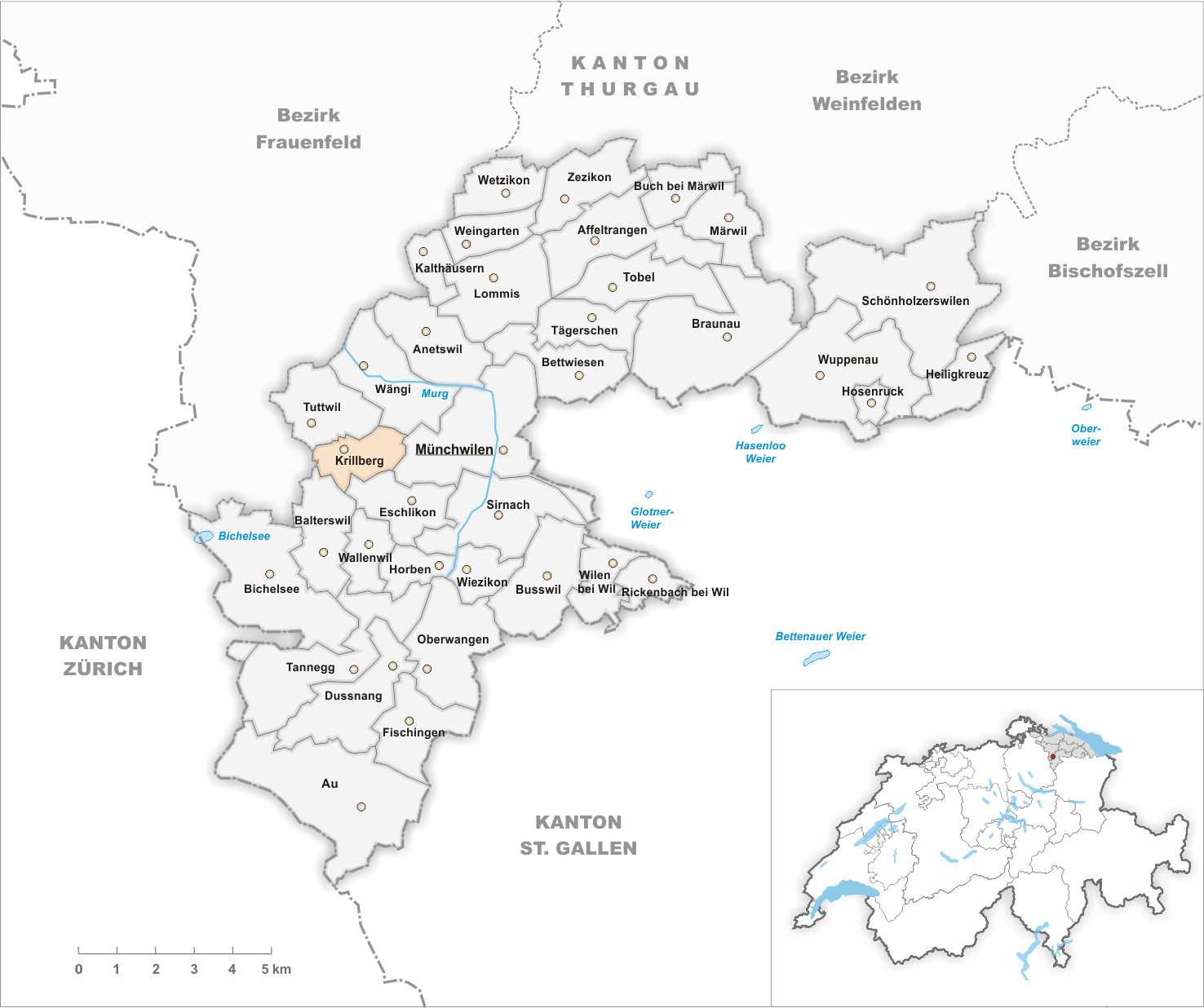
Gemeindestand vor der Fusion im Jahr 1969

Krillberg wurde 1244 erstmals als Crilleberch erwähnt. 1392 war Krillberg ein äbtisch-sankt-gallisches Lehen, das der Familie Aster von Wil gehörte. Nach 1449 kam Krillberg an das Kloster Fischingen und verblieb als Teil des Tannegger Amts bis 1798 im Besitz desselben. Kirchlich gehörte Krillberg stets zu Wängi.
Seit die Strasse Winterthur–Wil 1842 ins Tal verlegt worden ist, liegt Krillberg abseits der grossen Verkehrswege. Der wichtigste Erwerbszweig war stets die Landwirtschaft.

## Bevölkerung

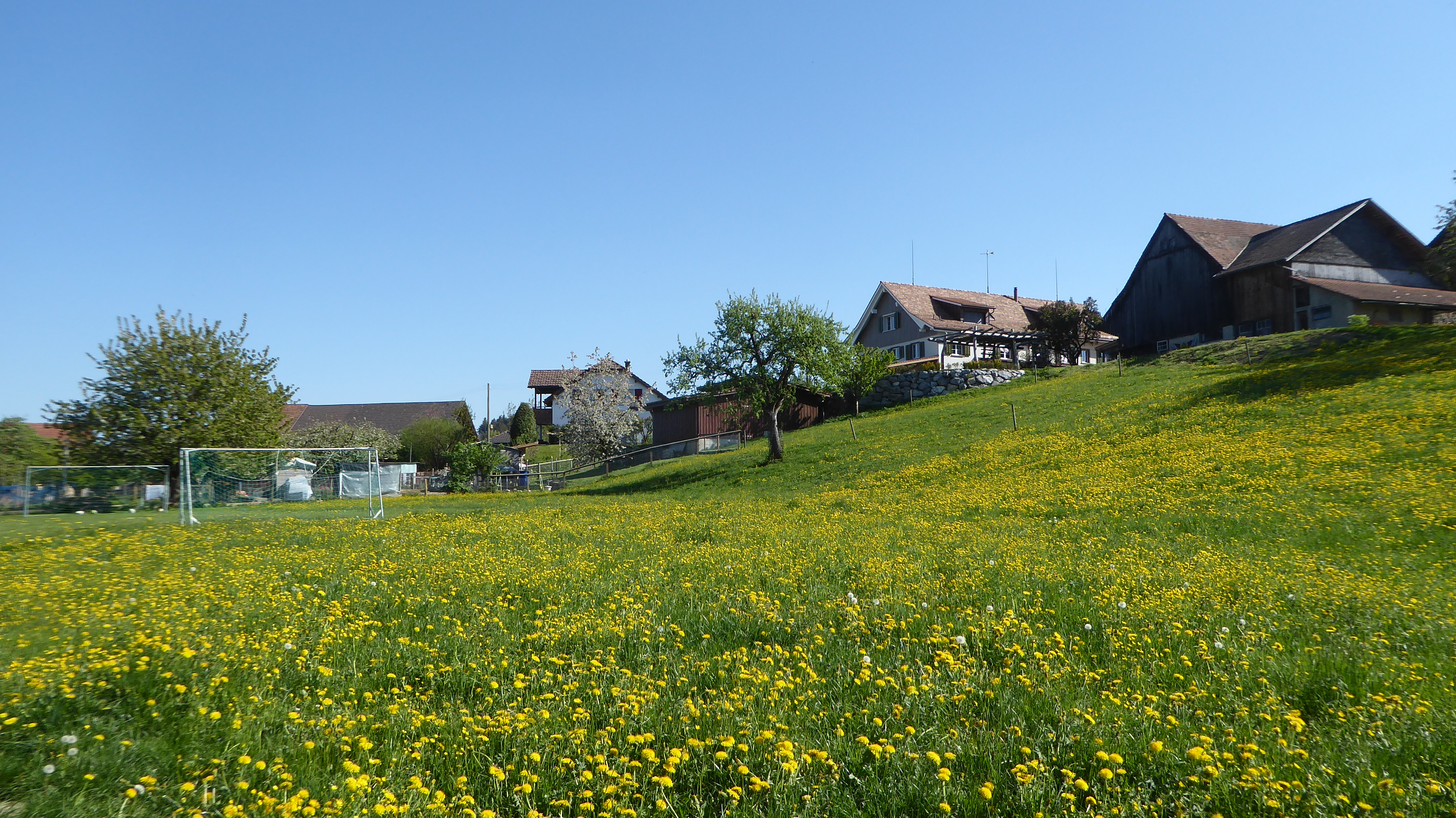
Krillberg von Süden

| Jahr         | 1850  | 1900  | 1950  | 1960  | 2010  | 2018  |
| Ortsgemeinde | 184   | 128   | 149   | 133   |       |       |
| Siedlung     |       |       |       |       | 175   | 156   |
| Quelle       | [ 3 ] | [ 3 ] | [ 3 ] | [ 3 ] | [ 4 ] | [ 2 ] |

## Persönlichkeiten
- Jakob Müller (* 1895 in Krillberg; † 1967 in Frauenfeld), Jurist und Politiker